# Liste der Könige der Gutäer
Die Herrscher der Gutäer (um 2210 – 2119 v. Chr.)
Herrscher vor dem Einfall in Mesopotamien
- Erridupuzzir (um 2210)
- Imta (ca. 2207 – ca. 2204)

Herrscher in Mesopotamien
- Inkišuš (ca. 2204 – ca. 2198)
- Sarlagab (Sarlag) (ca. 2198 – ca. 2195)
- Šulme (ca. 2195 – ca. 2189)
- Elulumeš (Elulu) (ca. 2189 – ca. 2183)
- Inimabakeš (ca. 2183 – ca. 2178)
- Igeša-uš (ca. 2178 – ca. 2172)
- Iarlagab (ca. 2172 – ca. 2157)
- Ibate (ca. 2157 – ca. 2154)
- Iarlangab (ca. 2154 – ca. 2151)
- Kurum (ca. 2151 – ca. 2150)
- Ḫabilkin (ca. 2150 – ca. 2147)
- La-erabum (ca. 2147 – ca. 2145)
- Irarum (ca. 2145 – ca. 2143)
- Ibranum (ca. 2143 – ca. 2142)
- Ḫablum (ca. 2142 – ca. 2140)
- Puzuršin (ca. 2140 – ca. 2133)
- Iarlaganda (ca. 2133 – ca. 2127)
- Ši-um (ca. 2127 – ca. 2120)
- Tirigan (ca. 2120 – ca. 2119)

Die Gutäer wurden von Utuḥengal von Uruk (2119 - 2112) vertrieben.